# معركة العمارة
معركة العمارة، المعروفة أيضا باسم معركة القرنة الثانية (31 مايو – 3 يونيو 1915)، كانت بمثابة اشتباك عسكري بين قوات الإمبراطوريات البريطانية والعثمانية خلال حملة بلاد ما بين النهرين من الحرب العالمية الأولى. ودارت المعركة في المستنقعات والجزر على طول نهر دجلة بين مدينتي القرنة والعمارة، مما أدى إلى الاستيلاء البريطاني على العمارة وإخراج القوات العثمانية في المنطقة.